# Walter Laufer
Walter Laufer (Cincinnati, Estados Unidos, 5 de julio de 1906-1 de septiembre de 1984) fue un nadador estadounidense especializado en pruebas de estilo espalda, donde consiguió ser subcampeón olímpico en 1928 en los 100 metros.

## Carrera deportiva
En los Juegos Olímpicos de Ámsterdam 1928 ganó la medalla de plata en los 100 metros estilo espalda, con un tiempo de 1:10.0 segundos, tras su compatriota George Kojac y por delante de otro estadounidense Paul Wyatt; también ganó la medalla de oro en los relevos de 4x200 metros estilo libre, por delante de Japón y Canadá.